# Julien Sibre
Julien Sibre, né le 14 mai 1974, est un acteur et metteur en scène de théâtre français, formé à l'École de Théâtre Les Enfants Terribles en 1996. Il est notamment connu pour avoir reçu en 2011 le Molière du metteur en scène pour Le Repas des fauves. Spécialisé aussi dans le doublage, il prête entre autres sa voix à quelques séries télévisées et films, mais aussi aux acteurs Martin Freeman et Eddie Kaye Thomas.

## Théâtre

### Comédien
- 2023 : Le Repas des fauves de Vahé Katcha, mise en scène Julien Sibre, théâtre Hébertot
- 2010 : Les Fourmidiables de Roland Dubillard, mise en scène Hubert Drac, Théâtre du Lucernaire
- 2008 : Ces Intellos qui refusent la démocratie d'après les textes de Saint-Just, mise en scène Philippe Crubézy, Théâtre de la Tempête
- 2008 : Les Caves du Vatican d'André Gide, mise en scène Thierry Jahn, Festival d’Avignon off
- 2007 : Larguez les amarres de Méliane Marcaggi, mise en scène Rodolphe Sand
- 2007 : Haro sur les gueux de Bruno Dalimier, mise en scène Jean-Pierre Dumas et Guillaume Clayssen, Théâtre de la Tempête
- 2006 : L’Oise au Théâtre - Festival Ionesco, mise en scène de Ladislas Chollat
- 2000 : On ne badine pas avec l'amour d'Alfred de Musset, mise en scène Laurence Etier, Théâtre du Nord-Ouest
- 2000 : On ne saurait penser à tout d'Alfred de Musset, mise en scène Virginie Dupressoir, Théâtre du Nord-Ouest
- 1997 : Embrassons-nous, Folleville ! d'Eugène Labiche et Auguste Lefranc, mise en scène Aurélien Lorgnier, Théâtre du Lucernaire
- 1997 : Paysage sur la tombe de Fanny Mentré, mise en scène Elvire Pichard, Théâtre Essaïon
- 1996 : Peau d'âne, mise en scène Renaud Meyer, Théâtre Armande Béjart d'Asnières

### Metteur en scène
- 2025 : L'Injuste, pièce d'Alexandre Amiel, Yael Bergudo, Jean-Philippe Daguerre et Alexis Kebbas, Théâtre de la Renaissance
- 2023 : Le Repas des fauves de Vahé Katcha, théâtre Hébertot
- 2015 : Le Mari, la Femme et l'Amant de Sacha Guitry, Théâtre de l'Ouest parisien[1]
- 2013 : A flanc de colline de Benoît Moret, Théâtre Tristan-Bernard
- 2010 - 2012 : Le Repas des fauves d'après Vahé Katcha, Théâtre Michel, également en tournée - Molière du metteur en scène, Molière de l'adaptateur
- 2009 : La patience des Buffles d'après David Thomas, Théâtre de la Manufacture des Abbesses
- 2003 - 2009 : Exercices de style de Raymond Queneau, Théâtre Le Ranelagh, Théâtre du Lucernaire, Café de la Gare
- 1999 - 2001 : Le Legs de Marivaux, Athletic de Neuilly, Théâtre de Poche Graslin, Théâtre du Tourtour
- 1997 : Tchekhov aux Eclats, Théâtre du Tourtour, Théâtre de Poche Graslin
- 1994 : Dr Jekyll & Mr Hyde de Robert Louis Stevenson, Théâtre Clavel

## Filmographie

### Cinéma
- 2009 : L'Autre Dumas : le Commissaire Trinquier
- 2018 : Les Aventures de Spirou et Fantasio  d'Alexandre Coffre : assistant scientifique
- 2018 : Les Dents, pipi et au lit d'Emmanuel Gillibert : le mari
- 2020 : Sol de Jézabel Marques : le plombier
- 2020 : La Bonne Épouse de Martin Provost : l'assistant
- 2021 : Illusions perdues de Xavier Giannoli
- 2022 : Novembre de Cédric Jimenez : Jérôme

### Télévision
- 2007 : Mon voisin
- 2004 : Gloire et Fortune : La Grande Imposture

## Doublage

### Cinéma

#### Films
- Martin Freeman dans (13 films) : 
  - Love Actually (2003) : Jack
  - Le Hobbit : Un voyage inattendu (2012) : Bilbon Sacquet
  - Le Hobbit : La Désolation de Smaug (2013) : Bilbon Sacquet
  - Le Dernier Pub avant la fin du monde (2013) : Oliver Chamberlain
  - I Will Rock You (2013) : Don
  - Le Hobbit : La Bataille des Cinq Armées (2014) : Bilbon Sacquet
  - Whiskey Tango Foxtrot (2016) : Iain MacKelpie
  - Captain America: Civil War (2016) : Everett Ross
  - Cargo (2017) : Andy
  - Ghost Stories (2017) : Mike Priddle
  - Black Panther (2018) : Everett Ross
  - Ode to Joy (2019) : Charlie
  - Black Panther: Wakanda Forever (2022) : Everett Ross

- Eddie Kaye Thomas dans (8 films) : 
  - American Pie (1999) : Paul Finch
  - Sac d'embrouilles (2000) : Roy
  - American Pie 2 (2001) : Paul Finch
  - American Pie : Marions-les ! (2003) : Paul Finch
  - Harold et Kumar chassent le burger (2004) : Rosenberg
  - Harold et Kumar s'évadent de Guantanamo (2008) : Rosenberg
  - American Pie 4 (2012) : Paul Finch
  - Souviens-toi ou tu périras (2018) : Tim

- Nat Faxon dans :
  - Bad Teacher (2011) : Mark
  - Sex Tape (2014) : Max
  - Mère incontrôlable à la fac (2018) : Lance

- John Ortiz dans :
  - Happiness Therapy (2012) : Ronnie
  - Kong: Skull Island (2017) : Victor Nieves

- 1997 : Le Cinquième Élément : David (Charlie Creed-Miles)
- 1998 : Phoenix : Fred Shuster (Jeremy Piven)
- 1998 : The Gingerbread Man : voix additionnelles
- 1998 : Les Idiots : Jeppe (Nikolaj Lie Kaas)
- 1999 : L'Œuvre de Dieu, la part du Diable : Homer Wells (Tobey Maguire)
- 1999 : Elle est trop bien: Zach Siler (Freddie Prinze Jr.)
- 2000 : Danse ta vie : Jim Gordon (Eion Bailey)
- 2001 : Sex trouble : David Klein (Shawn Hatosy)
- 2001 : Bandits, Gentlemen braqueurs : Harvey « Dog » Pollard (Troy Garity)
- 2003 : Mon boss, sa fille et moi : Tom Stansfield (Ashton Kutcher)
- 2003 : Retour à la fac : Jerry (Simon Helberg)
- 2005 : Hostel : Oli (Eythor Gudjonsson)
- 2007 : Hot Fuzz : L'Inspecteur Andy Wainwright (Paddy Considine)
- 2007 : The Invisible : Pete Egan (Chris Marquette)
- 2009 : Splice : Gavin Nicoli (Brandon McGibbon)
- 2010 : Bébé mode d'emploi : George Dunn (Andy Buckley)
- 2011 : Anonymous : Gloucester (Mark Rylance)
- 2011 : Échange standard : Victor (Ed Ackerman)
- 2014 : Nos étoiles contraires : le serveur (Jean Brassard)
- 2014 : Jimmy's Hall : Père Seamus (Andrew Scott)
- 2015 : Le Hobbit : Le Retour du roi du Cantal : Bilbon Sacquet (Arthur Rey) (film amateur)
- 2015 : Youth : l'émissaire de la Reine (Alex MacQueen)
- 2016 : Mine : Tommy Madison (Tom Cullen)
- 2016 : Ben-Hur : Ponce Pilate (Pilou Asbæk)
- 2017 : Sandy Wexler : lui-même (Judd Apatow)
- 2017 : La Tour sombre : Ex-Breaker (Alfredo Narciso)
- 2017 : Les Heures sombres : John Evans (Joe Armstrong)
- 2018 : Bird Box : Gary (Tom Hollander)
- 2019 : The Laundromat : L'Affaire des Panama Papers : Matthew Quirk (David Schwimmer)
- 2019 : Adults in the Room : ? ( ? )
- 2020 : On the Rocks : l'agent O'Callaghan (Mike Keller)
- 2020 : The Secrets We Keep : Lewis Reid (Chris Messina)
- 2021 : L'Amour complexe : Barrington (T.J. Power)
- 2021 : Licorice Pizza : Steve (Ryan Heffington)
- 2022 : Babylon : Lewis (Robert Beizel)
- 2023 : Sayen : Pedro (Roberto Cayuqueo)
- 2023 : Noël comme si de rien n'était : Simen (Erik Follestad Johansen (en))

#### Films d'animation
- 2007 : Ratatouille : voix additionnelles
- 2008 : Madagascar 2 : voix additionnelles
- 2012 : Le Lorax : le cadre marketing no 2
- 2023 : Spy × Family Code: White : ?
- 2024 : Ce Noël-là : M. Forrest[n 1]

### Télévision

#### Téléfilms
- Noah Cappe (en) dans :
  - Un soupçon de magie (2009) : Derek Sanders
  - Le Jardin des merveilles (2009) : Derek Sanders
  - Un mariage féerique (2010) : Derek Sanders
  - La magie de la famille (2011) : Derek Sanders
  - Une famille peu ordinaire (2012) : Derek Sanders
  - Ma famille bien-aimée (2013) : Derek Sanders
  - Bienvenue dans la famille (2014) : Derek Sanders

- Antonio Cupo (en) dans :
  - Chapeau bas Père Noël (2016) : Nick
  - Amour et quiproquos (2016) : Charles
  - La boutique des secrets : La boîte mystérieuse (2018) : Quin Andronicus

- Peter Benson dans :
  - 10 choses à faire pour un Noël parfait (2016) : Brett Bishop
  - Destin brisé : Britney Spears, l'enfer de la gloire (2017) : Larry Rudolph
  - 4 Mariages et un coup de foudre (2020) : Colin

- Jordan Whalen dans :
  - Quand Harry épouse Meghan : Mariage royal (en) (2019) : le prince William
  - Harry & Meghan : Désillusion au palais (en) (2021) : le prince William

- 2011 : Un combat, cinq destins : Bill (Josh Holloway)
- 2013 : Jalousie maladive : Nick (Zane Holtz)
- 2013 : Anna Nicole : Star déchue : Howard K. Stern (Adam Goldberg)
- 2014 : À la recherche de l'homme idéal : Jonathan (Oliver Rice)
- 2016 : Cher Père Noël : Hank (Robert Jason Black)
- 2016 : Maman 2.0 : Will Martin (Travis Milne)
- 2016 : Indécente proposition : Dylan (Zach Cramblit)
- 2018 : Souviens-toi ou tu périras : Tim (Eddie Kaye Thomas)
- 2019 : Étudiante le jour, escort la nuit : l'agent de sécurité du campus (Stefano Giulianetti)
- 2019 : Un coup de foudre en garde partagée : Liam (Anthony Triceri)
- 2020 : Coup de foudre pour l'apprenti du père Noël : Aaron Coleman (Morgan Kelly (en))
- 2021 : J'ai tué mon mari : Roger (M. John Kennedy)

#### Séries télévisées
- Ennis Esmer dans (6 séries) :
  - The Listener (2009-2014) : Osman « Oz » Bey (26 épisodes)
  - Covert Affairs (2010-2011) : le polygraphe (4 épisodes)
  - Blindspot (2015-2020) : Gord Enver / Rich Dotcom (40 épisodes)
  - Private Eyes (2016-2021) : Kurtis Mazhari (30 épisodes)
  - Flash (2021-2022) : Bashir Malik / Psych / la Force sage (6 épisodes)
  - The Madness (2024) : Khalil Osman (mini-série)

- Martin Freeman dans (6 séries) :
  - Fargo (2014-2015) : Lester Nygaard (11 épisodes)
  - StartUp (2016-2017) : Phil Rask (20 épisodes)
  - Breeders (2020-2023) : Paul (40 épisodes)
  - Angelyne (2022) : Harold Wallach (mini-série)
  - The Responder (depuis 2022) : Chris Carson
  - Secret Invasion (2023) : Everett K. Ross (mini-série)

- Tom Cullen dans (4 séries) :
  - Downton Abbey (2013-2014) : Lord Anthony Gillingham (12 épisodes)
  - Gunpowder (2017) : Guy Fawkes (mini-série)
  - Genius (2018) : Luc Simon (saison 2, épisodes 6 et 10)
  - The Gold : Le Casse du siècle (en) (2023) : John Palmer (6 épisodes)

- Elliot Villar dans :
  - Manifest (2020) : Ward Attwood (saison 2, épisode 12)
  - New York, crime organisé (2021-2022) : Teddy Garcia (saison 2)
  - Succession (2023) : Daniel Jimenez (saison 4)

- Max Gordon Moore dans : 
  - Succession (2019) : Peter Pierce (saison 2, épisode 5)
  - NCIS : Nouvelle-Orléans (2020) : Grant (saison 7, épisodes 1 et 2)

- Shane Leydon dans :
  - Alaska Daily (2022) : Tim Ivanoff (épisode 6)
  - Tracker (2025) : Carl Murphy (saison 2, épisode 20)

- 1993-1995 : Star Trek : Deep Space Nine : Nog (Aron Eisenberg)
- 2002-2005 : Mes plus belles années : JJ Pryor (Will Estes)
- 2005 : Amy : Rob Holbrook (Jim Parsons) (saison 6)
- 2007-2008: La Compagnie des glaces : Kurt Masters (Kyle Labine) (16 épisodes)
- 2009 : The Philanthropist : Gérard Kim (James Albrecht)
- 2010 : Flashforward : Gabriel McDow (James Callis)
- 2010 : The Good Guys : Julius Brown (RonReaco Lee)
- 2012 : Hatfields and McCoys : Jefferson McCoy (Jonathan Fredrick)
- 2012 : Leaving : Hugh (Celyn Jones)
- 2012 : Burn Notice : Eric Kemp (John Manzelli)
- 2013 : Elementary : Lucas Bundsch (Troy Garity)
- 2013-2016 : Game of Thrones : Razdal mo Eraz (George Georgiou)
- 2014 : Drop Dead Diva : Drew Prescott (Corey Sorenson)
- 2014 : Once Upon a Time : Lumière (Henri Lubatti)
- 2014-2015 : The Knick : Henry Robertson (Charles Aitken)
- 2014-2015 : Penny Dreadful : Peter Murray (Graham Butler)
- 2015 : Chicago Police Department : Wes Denton (Alex Manette)
- 2015 : Deadline Gallipoli (en) : Charles Bean (Joel Jackson (en))
- 2015-2017 : Soupçon de magie : Derek Sanders (Noah Cappe) (21 épisodes)
- 2016 : Rush Hour : Richard Wakefield (Scott Lowell)
- 2016 : Banshee : Mark Franklin (Paul Monte Jr.)
- 2016 : Angie Tribeca : le livreur de frigo (Abel Arias) (saison 2, épisode 8)
- 2017 : Bull : Newhall (Andres Munar) (saison 2, épisode 7)
- 2017 : Chicago Justice : Jake Benjamin (Joe Tippett)
- 2018-2020 : Das Boot : Benno Schiller (Philip Birnstiel (de)) (12 épisodes)
- 2018-2022 : The Resident : Dr Albert Nolan (Michael Hogan) (42 épisodes)
- 2019 : Catch-22 : Dr Daneeka (Grant Heslov) (mini-série)
- 2019 : Animal Kingdom : Rahul (Vinny Chhibber) (saison 4, épisodes 2 et 5)
- 2020 : Umbrella Academy : Eliott (Kevin Rankin) (saison 2)
- 2021 : Rebel : Karsten Vokelberg (Peter Paige) (saison 1, épisodes 8 et 9)
- 2021 : American Gods : Hank (Nabeel El Khafif) (saison 3)
- depuis 2021 : Chucky : l'inspecteur Sean Peyton (Travis Milne)
- 2022 : Maggie : Daniel (Adam Korson)
- 2023 : Love and Death : Pat Montgomery (Patrick Fugit) (mini-série)
- 2023 : La Fabuleuse Madame Maisel : Adam (Eddie Kaye Thomas) (saison 5)
- 2024 : Double Piège : l'inspecteur Sami Kierce (Adeel Akhtar) (mini-série)
- 2024 : A Killer Paradox (en) : ? (?)
- 2024 : Avatar, le dernier maître de l'air : Shufen (Ash Lee)
- 2024 : Shardlake : Détective de l'ombre (en) : Frère Guy (Irfan Shamji) (mini-série)
- 2024 : Nightsleeper : Saj Sidhu (Parth Thakerar) (mini-série)
- 2024 : Les Meurtres zen : Franjo [Qui ?] (mini-série)
- 2024 : Elsbeth : Leonard Rosen (Peter Grosz) (saison 1, épisode 2)

#### Séries d'animation
- 2007 : Franky Snow : Zack (création de voix)
- 2007 : Raymond : Yvon (création de voix)
- 2023 : Beavis et Butt-Head : voix additionnelles (saison 10)
- 2024 : Jentry Chau, une ado contre les démons (en) : Mogwai

### Jeux vidéo
- 2014 : Lego Le Hobbit : Bilbon Sacquet
- 2016 : Ratchet and Clank : le vendeur Gadgetron
- 2017 : Assassin's Creed Origins : Vitruvius
- 2017 : Star Wars Battlefront II : Del Meeko
- 2018 : The Elder Scrolls Online : Nédoril, Ongalion
- 2018 : Detroit: Become Human : le déviant interrogé par Connor
- 2018 : Assassin's Creed Odyssey : voix additionnelles (soldat perse, etc.)
- 2019 : Astérix & Obélix XXL 3 : Le Menhir de cristal : Larsen
- 2021 : Ratchet and Clank: Rift Apart : Gary
- 2021 : The Dark Pictures Anthology: House of Ashes : le lieutenant-colonel Éric King
- 2022 : Dying Light 2 Stay Human : voix additionnelles
- 2022 : As Dusk Falls : Vince Walker
- 2023 : Final Fantasy XVI : Robin, Maxence et voix additionnelles
- 2023 : Cyberpunk 2077 : Phantom Liberty : le réceptionniste de Viktor et voix additionnelles
- 2023 : Call of Duty: Modern Warfare III : ?
- 2023 : Avatar: Frontiers of Pandora : Okur

## Adaptation
Téléfilms
- 2016 : Coup de foudre à Harvest Moon
- 2020 : Mon locataire presque parfait
- 2022 : Noël à Broadway !

Série télévisée
- New York, crime organisé[2]

## Distinctions
- Molières 2011 : Molière du metteur en scène pour Le Repas des fauves
- Molières 2011 : Molière de l'adaptateur pour Le Repas des fauves